# Salix udensis
Salix udensis (syn. S. sachalinensis F. Schmidt) é uma espécie de salgueiro nativa do nordeste da Ásia, no leste da Sibéria (incluindo Kamchatka), nordeste da China, e do norte do Japão.
É um planta Caducifólia de crescimento de até 5 m (16 pé) de altura. As folhas são delgadas, com 6-10 cm de comprimento e 0,8–2 cm de largura, de cor brilhante verde escuro na parte superior da folha e ligeiramente peludo na parte de baixo da folha, com margem serrilhada. As flores são produzidas no início da primavera em amentos de 2-3 cm de comprimento.